# Southampton F.C. Academy
Southampton Football Club Academy albo Saints Academy – szkółka piłkarska prowadzona przez Southampton Football Club do szkolenia przyszłych piłkarzy w południowej Anglii. Obecnie składa się z 9 składów. Z tej szkółki wyszli tacy piłkarze jak: Gareth Bale, Theo Walcott, lub Alan Shearer. Składy: (Under-poniżej)
- Under 18
- Under 16
- Under 15
- Under 14
- Under 13
- Under 12
- Under 11
- Under 10
- Under 9

## Znani wychowankowie
Wśród graczy, którzy ukończyli Akademię Świętych są m.in.:
- Chris Baird
- Gareth Bale
- Leon Best
- Dexter Blackstock
- Wayne Bridge
- Calum Chambers
- Arron Davies
- Lloyd Isgrove
- Adam Lallana
- David McGoldrick
- Alex Oxlade-Chamberlain
- Ben Reeves
- Luke Shaw
- Tim Sparv
- Jake Thomson
- Theo Walcott

W przeszłości, przed ustanowieniem Akademii, "wyprodukowano" takich piłkarzy jak: Terry Paine, Martin Chivers, Steve Williams, Mick Channon, Matthew Le Tissier i Alan Shearer. 
Czterech piłkarzy Akademii brało udział w meczu Anglii U21 i Czarnogórą U21 7 września 2007. Byli nimi: Martin Cranie i Theo Walcott  (strzelec 2 gola) od 1 minuty, a Dexter Blackstock i Andrew Surman weszli w 2 połowie. Surman strzelił 3 bramkę, a Anglia wygrała mecz 3-0.
W towarzyskim meczu Reprezentacji Anglii i Danii 5 Marca 2014, trzech absolwentów Szkółki pojawiło się na boisku w drugiej połowie. Byli to: Luke Shaw (jego debiut), Adm Lallana i Alex Oxlade-Chamberlain.

## Struktura
Dyrektorem akademii jest Matt Hale. Poprzednim "szefem" był Matt Crocker (który odbywał praktykę w Cardiff City), a jego pomocnikiem był Terry Moore. Crocker dołączył do The FA zimą 2013.
Celem akademii Southampton jest "...produkcja piłkarzy na poziomie BPL..."
Akademia dołączyła do lokalnego college'u Sparsholt, aby spróbować znaleźć tych piłkarzy, którzy mają potencjał.
W Maju 2013 Andre Villas-Boas, dawniej trener Tottenhamu Hotspur (dziś rosyjskiego Zenitu) pochwalił szkółkę mówiąc, że jest na poziomie Akademii Sportingu (wychowankowie: Cristiano Ronaldo, Nani, Ricardo Quaresma).